# Mirko Bašić
Mirko Bašić (Bjelovar, 14 de setembro de 1960) é um ex-handebolista profissional croata, campeão olímpico pela Seleção Iugoslava em 1984. 
Mirko Bašić fez parte do elenco medalha de ouro de Los Angeles 1984, e bronze em Seul 1988. Em Olimpíadas jogou 11 partidas como goleiro.

## Títulos
- Jogos Olímpicos:
  - Ouro: 1984
  - Bronze: 1988